# Shiō Fukuda
Shiō Fukuda (jap. 福田 師王 Fukuda Shiō, * 8. April 2004) ist ein japanischer Fußballspieler, der aktuell für den Bundesligisten Borussia Mönchengladbach spielt.

## Karriere

### National
Fukuda wurde in Kanoya City, Kagoshima Prefecture geboren und hat seine Karriere beim Takayama FC gestartet. Er war an der Kamimura Gakuen High School eingeschrieben und spielte für das High School Fußballteam. Beim „All Japan High School Soccer Tournament“ 2021 konnte er auf sich aufmerksam machen, als er einer der besten Angreifer des Turniers wurde. In der zweiten Runde verlor sein Team gegen das Teikyo Nagaoka High School Team, aber er konnte ein Tor erzielen und ein weiteres vorbereiten.
Fukuda gehörte regelmäßig zu den Topscorern bei den Turnieren, an denen er teilnahm. Seine guten Leistungen für das High School Team führten dazu, dass er in die Next Generation-Liste der britischen Tageszeitung The Guardian aus dem Jahr 2021 aufgenommen wurde.
Im September 2021 bekam Fukuda die Möglichkeit, bei den Kashima Antlers aus der J1 League mitzutrainieren.
Mitte Januar 2023 wechselte Fukuda zu Borussia Mönchengladbach. Bis zum Ende der Saison 2022/23 lief er für die A-Junioren (U19) in der A-Junioren-Bundesliga West auf. Da er anschließend das Juniorenalter überschritten hatte, wurde er zur Saison 2023/24 in die zweite Mannschaft integriert, die in der viertklassigen Regionalliga West spielte. Bis zur Winterpause absolvierte der Japaner 13 Ligaspiele und erzielte 5 Tore. Ab Januar 2024 gehörte Fukuda zur ersten Mannschaft. Kurz darauf kam er im Spiel gegen Bayer 04 Leverkusen zu seinem Bundesligadebüt.

### International
Fukuda konnte bis zur U19 für alle Jugend-Nationalmannschaften Japans auflaufen, während er für das Kamimura Gakuen Middle und High School Team spielte. 2023 konnte er mit Japan an der U20-WM in Argentinien teilnehmen.